# Refractohilum pluriseptatum
Refractohilum pluriseptatum är en lavart som beskrevs av Etayo & Cl. Roux 1997. Refractohilum pluriseptatum ingår i släktet Refractohilum, divisionen sporsäcksvampar och riket svampar.   Inga underarter finns listade i Catalogue of Life.